# アルコール先生原始時代の巻
『アルコール先生原始時代の巻』(アルコールせんせいげんしじだいのまき、His Prehistoric Past) は、1914年公開の短編サイレント映画。キーストン社による製作で、主演・監督はチャールズ・チャップリン。1971年に映画研究家ウノ・アスプランドが制定したチャップリンのフィルモグラフィーの整理システムに基づけば、チャップリンの映画出演35作目にあたる。また、チャップリンのキーストン時代最後の映画でもある。
作品は夢オチの形態をとるが、チャップリンがフレッド・カーノー劇団時代に出演した芝居の一つである『恐れ知らずのジミー』が、この形態をとっている。後年の『担へ銃』（1918年）の構成もこの夢オチの形態であり、『独裁者』（1940年）の結末の、当初の構想も夢オチであった。

## あらすじ
チャーリーは公園のベンチで居眠りするうちに、石器時代で生きる夢を見た。石器時代でチャーリーは「弱あご」と呼ばれ、ローブラウ王（マック・スウェイン）の治める国にいた。「弱あご」チャーリーはローブラウ王のお気に入りの妻（ジーン・マーシュ）に手を出してしまい、それが原因となって王に追われる身となる。洞窟に逃げ込むが、王は大きな岩で「弱あご」チャーリーを殴る。ここで目が覚めたチャーリーは、自分が警官に乱暴に起こされたことを知った。

## 背景
時代設定の石器時代は、のちに捏造が発覚したピルトダウン人の頭蓋骨発見などによる古代人ブームが背景にあると考えられている。
また本作は、同じく石器時代を舞台にしたD・W・グリフィス監督の作品『Man's Genesis』（直訳「人類の起源」、1912年）のパロディであることが指摘されている。『Man's Genesis』は公開当時、大きな反響を呼び、先史時代を題材にした作品の流行の火付け役となった作品で、この種の作品は、それまでに無いものであったという。後年ハロルド・ロイドも、同じく石器時代を舞台にした夢オチの『Clubs are Trump』（直訳「棍棒は奥の手」、1917年）で主演している。

## キーストン社退社
チャップリンは1914年2月に『成功争ひ』でデビューして以来、出演のたびに何かしらの変化を徐々に遂げていき、キーストン社に利益をもたらす少しばかりの「お偉方」にもなってはいた。このことはセネットをはじめとするキーストン社の人間ばかりか、チャップリン自身もおそらく想像していなかったし、『メーベルの身替り運転』のころには意見の対立から解雇の可能性もあった。1914年6月には故郷イギリスでもチャップリン映画が上映されるようになり、『ヴェニスの子供自動車競走』をはじめとする諸作品のイギリスでの評判も上々であった。
第一次世界大戦勃発（1914年7月28日）のころ、チャップリンはセネットと次のシーズンのギャラについての交渉を開始し、チャップリンは「週1000ドル」を要求するが、セネットは「僕だってそんなに貰ってないぜ」と言って拒否をした。ここでチャップリンは、自分が成功している現実を楯に新しい契約の締結を迫る。困ったセネットは側近と協議し、「1年目：週500ドル、2年目：週750ドル、3年目：週1500ドル」の3年契約をチャップリンに提示したが、チャップリンは「1年目：週1500ドル、2年目：週750ドル。3年目：週500ドル」なら契約を締結すると言ったため、セネットは「そんなばかな話があるもんか」といって契約の話はそれっきりとなり、契約満了をもってのチャップリンのキーストン社退社が確定した。チャップリンは、週1250ドルのギャラと1万ドルのボーナスを提示してきたエッサネイ社に移籍することとなった。
『アルコール先生原始時代の巻』は、そのような契約満了が迫る時期に製作され、チャップリンは編集の際に断続的に契約問題を思い出していたため編集に難儀したが、なんとか完成させることができたと自伝で回想する。編集を終えて2日後、チャップリンは新しい契約先のシカゴのエッサネイ社に向かったが、セネットをはじめとするキーストン社の人間に別れを言うことはできなかった。チャップリンがキーストン社で出演および製作した映画は合計36本。そのうち『彼女の友人である追いはぎ』はフィルムが現存しておらずチャップリンが出演していない可能性もあり、『泥棒を捕まえる人』は2010年に96年ぶりに表に出てきた。

## キャスト
出典：
- チャールズ・チャップリン - 夢の中で「弱あご」と名付けられた男
- マック・スウェイン - ローブラウ王
- メイ・ウォレス（英語版） - 王妃
- ジーン・マーシュ（Gene Marsh） - ローブラウ王お気に入りの妻
- フリッツ・シェイド（英語版） - クレオ（祈祷師）
- セシル・アーノルド（英語版） - 洞窟の娘
- アル・セント・ジョン（英語版） - 洞窟の男

ほか